# Tassili n'Ajjer
Tassili N'Ajjer (Tamazight, "Flodplateau", (arabisk: طاسيلي ناجر)) er en bjergkæde, beliggende i det sydøstlige Algeriet.
Området er et kulturelt, geologisk og biologisk paradis. Området regnes for at være det vigtigste stop for trækfugle. Der findes mange klippemalerier, monumenter og levn fra forhistorisk tid (6000 f.Kr. – 2000 f.Kr).

## Nationalparken
Nationalparken ligger mellem byerne Illizi og Djanet. Parken blev grundlagt i 1972, men det var det kun en lille del af det nuværende område. I 1979 blev området fredet. I 1986 blev parken betydeligt udvidet fra 30 000 km² til til det kolossale 80 000 km². I denne sammenhæng, erklærende UNESCO, området som et verdenkulturarv.

## Forhistorisk Kunst
Bjergkæden er også berømt for sine forhistoriske klippemalerier og andre arkæologiske udgravninger, som stammer fra bondestenalderen. Dengang var det lokale klima var meget fugtigere, med mere savanne i stedet for ørken. Malerierne skildrer kvæg, store vilde dyr som krokodiller, og menneskelige aktiviteter som jagt og dans. Malerierne ligner til forveksling Ngunis-malerier i Sydafrika.